# Prodănești, Sălaj
Prodănești este un sat în comuna Creaca din județul Sălaj, Transilvania, România.
Scurt istoric al satului
Înșirat de-a lungul șoselei ce urmează cursul Agrijului pe partea sa stângă în dreptul Borzei, Prodăneștiul este unul din satele mici ale comunei Creaca, dar, așa cum se va vedea în ceea ce urmează, a fost satul care de-a lungul secolelor a fost depopulat cel mai puțin comparativ cu celelalte localități din comună. 
Prodăneștiul este menționat pentru prima oară în anul 1475 sub denumirea de Prodwfalwa. Alte menționări: 1543–Prodanfalwa, 1570–Prodanffalwa, 1575–Prodoffalwa, 1733– Prodenesti, Prodenesci, 1773–Prodanfalva. De-a lungul ultimelor două secole de dominație străină ce s-a încheiat în 1918, satul apare mai ales sub denumirea de Prodanfalva.
      Primele date despre populația care exista aici apar în recensămintele din anii 1715 și 1720 din Transilvania (Magyarorszag népessége Pragmatica Sanctio Lorábam 1720-21). De aici aflăm că, în 1715 în Prodănești sunt consemnate patru familii de iobagi (3 de unguri și una de români) iar cinci ani mai târziu, în 1720, aici trăiau 5 familii de iobagi și 4 de zilieri (8 familii de unguri și două de români). 
În 1733, în Conscripția episcopului Inocentiu Klein ale cărei date au fost publicate în 1908 de către Augustin Bunea în lucrarea sa ,,Din istoria românilor. Episcopul Ioan Inocentiu Klein” la pagina 372, satul Predenești apare ca fiind locuit de 14 de familii. După câțiva ani, o altă conscripție, cea din 1750, făcută de către ,,Archidiaconatus Szamos Udvarhedyiensis”, la capitolul ,,Cottus Szolnok Kőzepső” (pagina 284), arată că în Pro Denesty existau deja 122 locuitori.
Între anii 1784-1787 se face un recensământ mai elaborat cu mai multe date privind structura populației dar și despre numărul de case și gospodării existente. Datele acestui recensământ au fost publicate de statistica maghiară în lucrarea Az első magyarországi népszámlálás 1784-1787, Budapest, 1960. În acel an în Prodănești erau 26 de case cu 30 de gospodării și o populație de 171 locuitori (pag.399-400). Din cei 82 de bărbați, 37 erau căsătoriți și 45 necăsătoriți (1 preot, 23 țărani, 18 moștenitori de țărani, 10 zilieri, 3 cu altă ocupație; 22 erau băieți cu vârsta cuprinsă între 1-12 ani și 5 aveau vârsta cuprinsă între 13-17 ani). Femei erau 89 dar alte date despre ele nu s-au publicat așa cum s-a făcut  pentru bărbați. Proprietari de teren din rândul celor care locuiau aici nu existau. 
În anul 1835 dieceza de Făgăraș publică un șematism din care aflăm că în Prodanfalva erau 166 locuitori (Schematismus venerabilis Cleri graeci ritus catholicorum diocesos Fogarasiensis in Transilvania pro anno a Cristo anno MDCCCXXXV, pag. 197), iar în anul 1842, aceeași dieceză de Făgăraș consemnează, la paginile 200-201 în șematismul acelui an, un număr de 186 locuitori.
Începând cu anul 1850 în Transilvania, ca de altfel în întreaga Europă, se organizează periodic recensăminte ale populației și locuinței sau recensăminte agricole. Datele acestor recensăminte au fost publicate în seria de volume ,,Studia Censualia Transsilvanica” publicate de editura Staff în anii ᾽90. În acestea sunt sintetizate informații din anii 1850, 1857, 1880, 1890, 1900, 1910. Alte date despre sat apar în șematismele făcute de biserica greco-catolică. Satul Prodănești apare în șematismele diecezei de Gherla, înființată la mijlocul sec. al XIX lea. Informațiile prezentate în continuare sunt doar din cele publicate în 1894 (pag. 159), 1898 (pag. 159), 1903 (pag. 162), 1906    (pag. 161-162), 1914 (pag.203). 
1850: 37 case, 37 locuințe, 174 locuitori, toți români de religie greco-catolică; 79 bărbați (42 necăsătoriți, 37 căsătoriți, 7 încorporabili); 95 femei (48 necăsătorite, 37 căsătorite, 10 văduve). Este menționat și faptul că sătenii aveau un cal și 54 vaci. 
1857: 37 case, 37 locuințe, 177 locuitori români; 82 bărbați (47 necăsătoriți, 30 căsătoriți, 5 văduvi), 95 femei (49 necăsătorite, 34 căsătorite, 12 văduve). 
1869: 225 locuitori, români greco-catolici
1880: 41 case, 186 locuitori (181 români, 3 unguri, 2 de alte naționalități); erau 176 greco-catolici, 3 ortodocși, 1 romano-catolic, 2 reformați, 4 izraeliți;
1890: 236 locuitori (224 români, 10 unguri, 2 de altă naționalitate); dintre locuitori 216 erau greco-catolici, 7 romano-catolici, 13 izraeliți
1894: 220 locuitori
La recensământul agricol din anul 1895, Prodăneștiul era consemnat cu următoarele date privind avuția satului: erau 72 de gospodării care dețineau 239 iugăre de pământ arător, 18 iugăre de grădini, 106 iugăre de fânațe, 134 iugăre de pășuni, 214 iugăre de păduri și 29 iugăre de pământ neproductiv. Sătenii dețineau un atelaj cu un cal, 2 atelaje cu 2 cai și 5 cu câte 2 boi. În grădini existau 106 meri, 74 peri, 2 vișini, 474 pruni, 6 meri și o cultură de căpșuni. De asemenea, în sat erau 63 de vaci și viței, 44 juncani și boi, 20 bivoli, 58 porci, 47 capre, 134 oi, 274 păsări și 13 coșnițe de albine.  
1900: 58 case, 274 locuitori (261 români, 11 unguri și 2 germani); 261 din aceștia aveau religia greco-catolică, 8 romano-catolică, 3 reformată și 2 erau izraeliți. Hotarul satului în 1900 cuprindea următoarele terenuri: Coastea Mihuț, Clejia Popii, Balta Pescilor, Cânepiște, Lunca, Vârful Șanț și Valea Vacii.    
1906: 326 locuitori
1910: 71 case, 350 locuitori (308 români, 35 unguri și 7 de altă naționalitate); statistica arată că 316 erau greco-catolici, 22 romano-catolici, 7 reformați și 8 izraeliți. 
1914: 366 locuitori
1920: 336 locuitori (323 români, 13 unguri), 71 de case
1930: 334 locuitori (330 români și 4 evrei); existau 322 greco-catolici, 7 ortodocși, 4 izraeliți și 1 baptist 
1941: 348 locuitori (346 români,1 ungur și 1 de altă naționalitate); 342 erau greco-catolici, 5 ortodocși, 1 reformat.
1956: 363 locuitori
1966: 352 locuitori (351 români și unul de altă naționalitate)
1977: 354 locuitori români
1992: 327 locuitori (321români, 2 unguri și 4 țigani) din care 281 erau ortodocși, 1 reformat și 42 baptiști
2002: 264 locuitori
2011: 244 locuitori
2016: 107 case, 263 locuitori
Bibliografie: Traian Ience, Monografia școlilor din comuna Creaca, Ed. Caiete Silvane, Zalău, 2016, ISBN 978-606-914-017-8

## Personalități
- Ioan Taloș (etnolog)

## Imagini

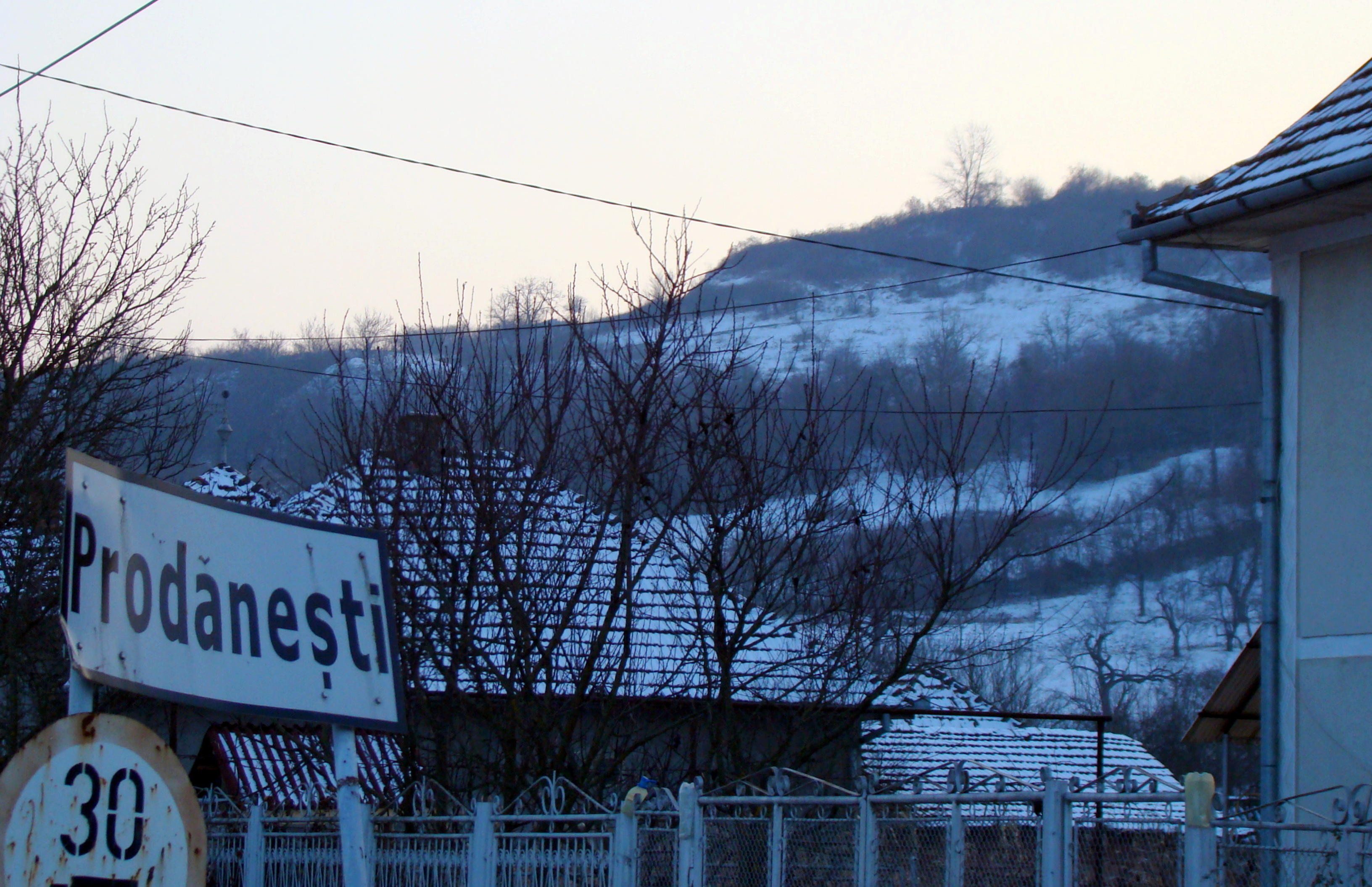
Intrarea în localitate
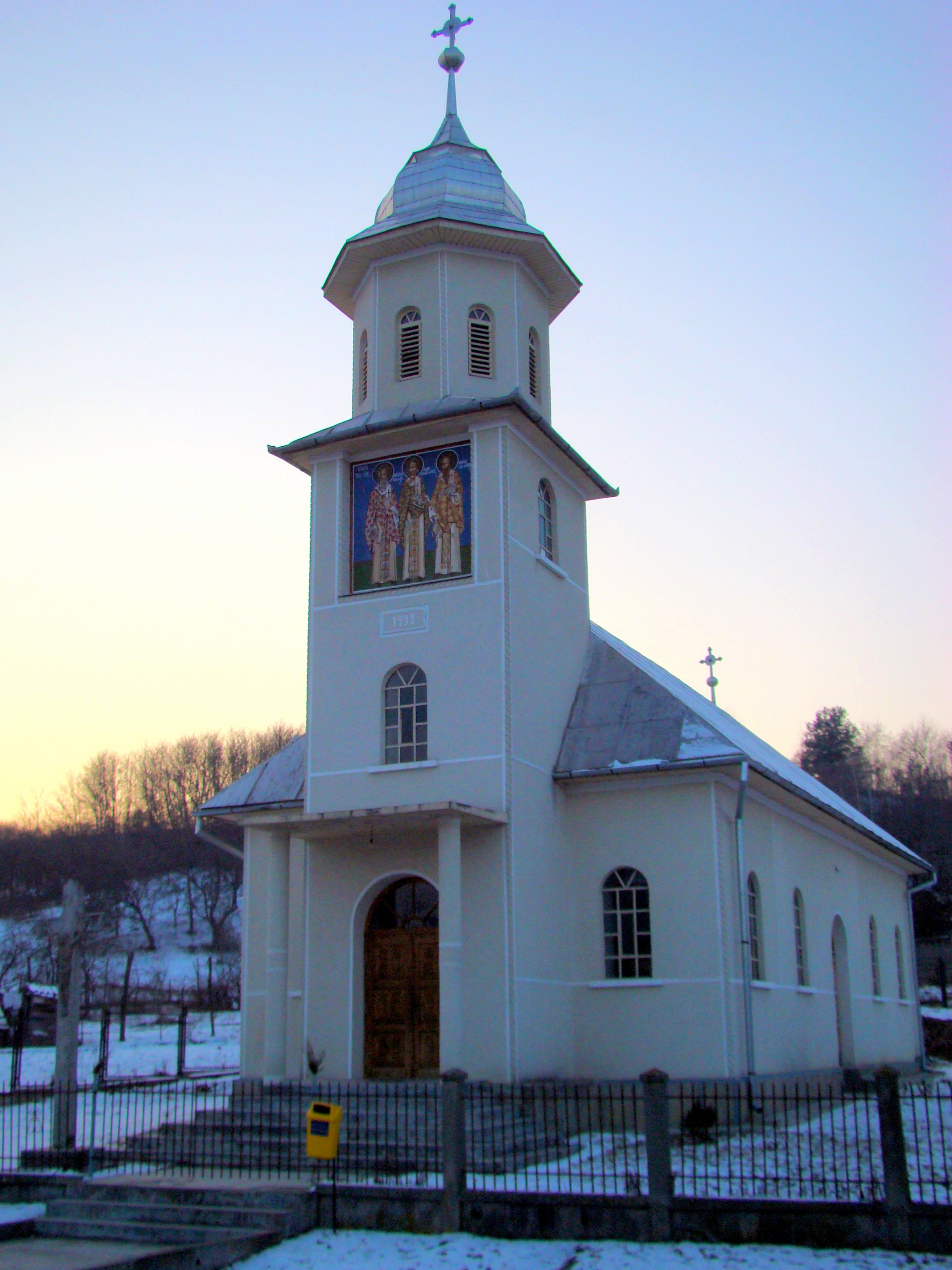
Biserica „Sfinții Trei Ierarhi”
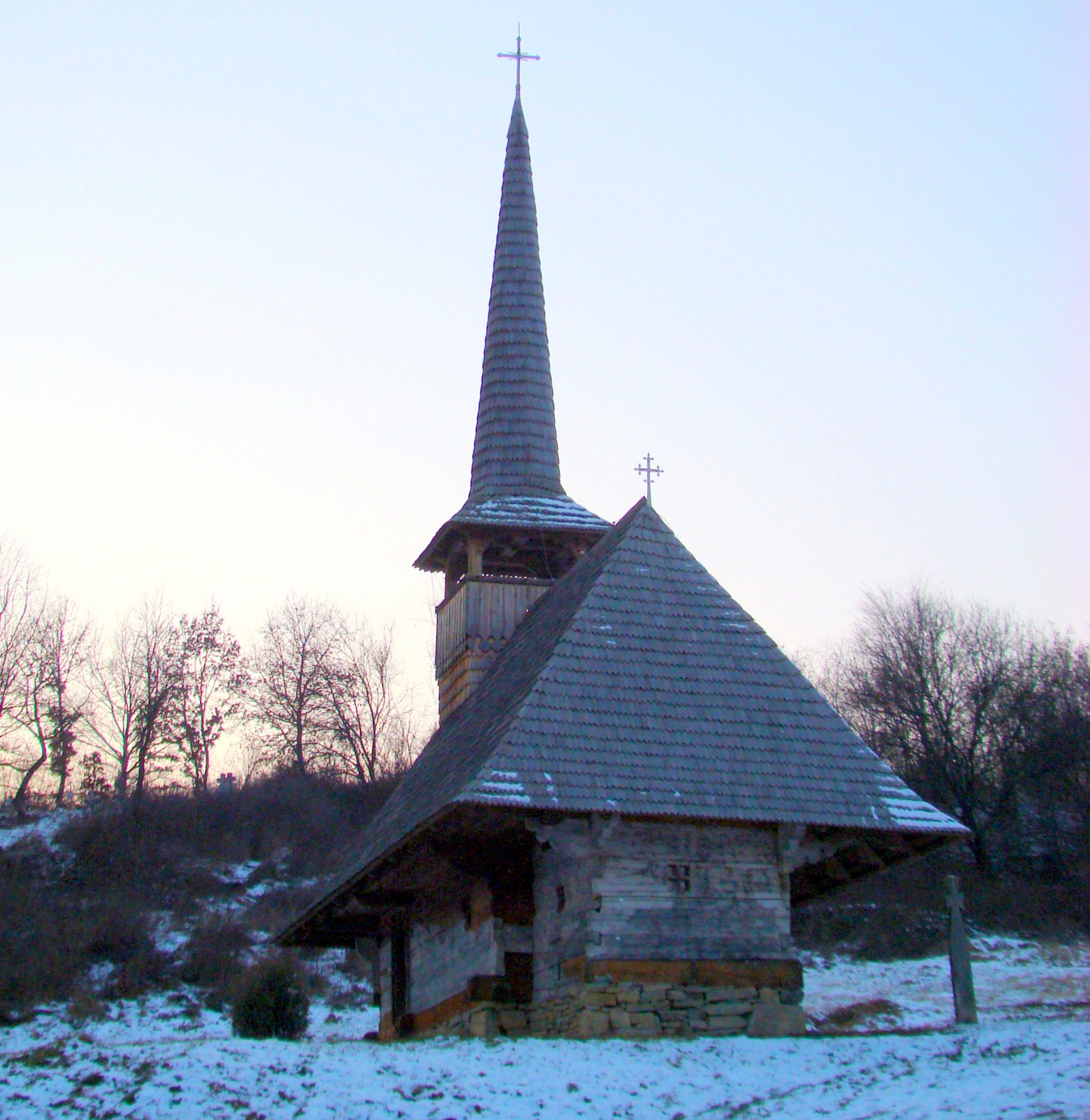
Biserica de lemn „Sf. Gheorghe”
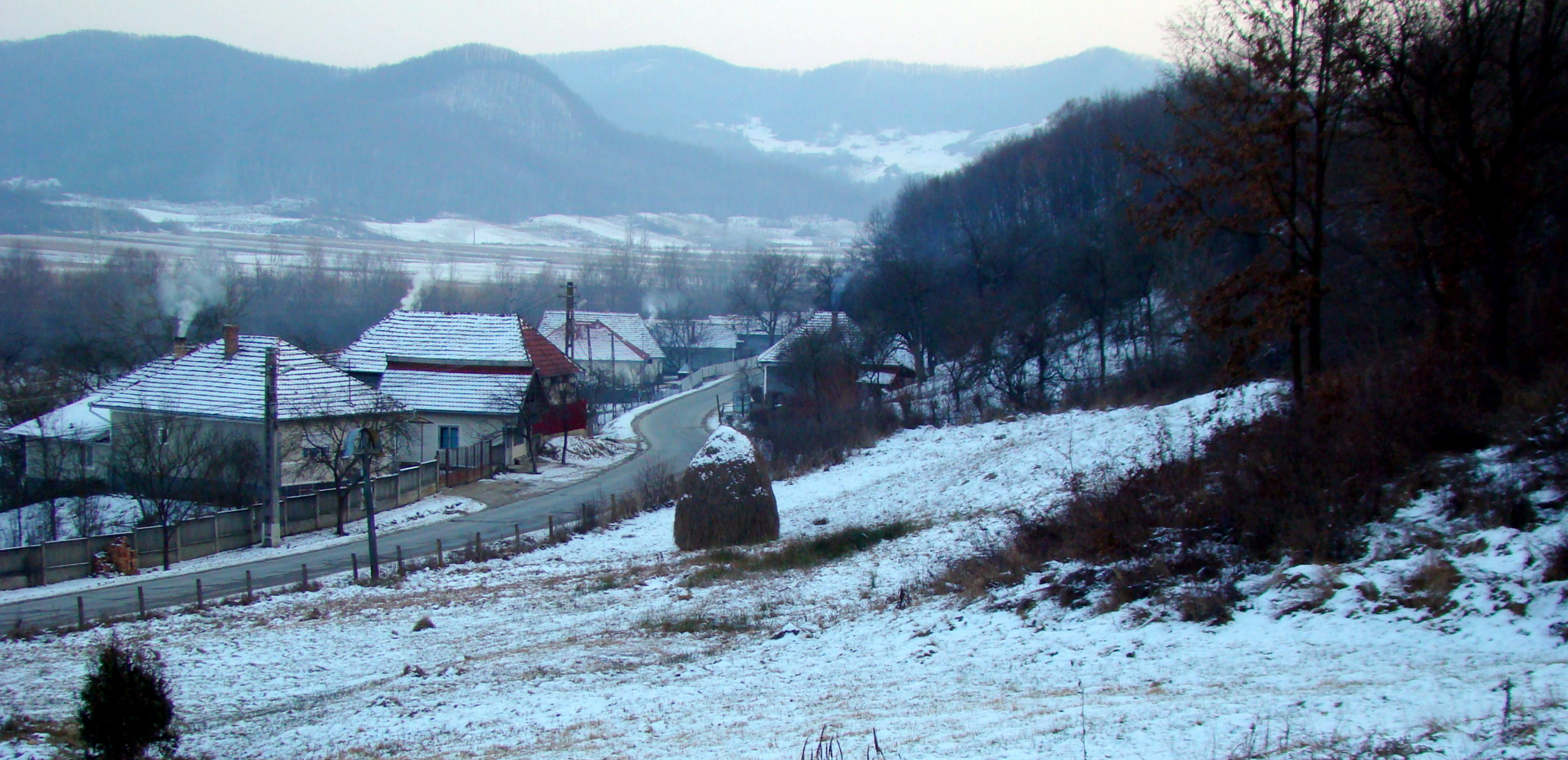
Iarna anului 2009